# Rafael Tovar
Rafael Tovar (Juan Griego, Isla Margarita, 23 de enero de 1928 - La Asunción, Isla Margarita, 11 de enero de 1999) fue un empresario, abogado y político venezolano, fundador de la importante empresa de transporte marítimo Conferry. Fue senador de la República y gobernador de su natal Estado Nueva Esparta. Murió ejerciendo como gobernador y fue sustituido inmediatamente por Pablo Ramírez hasta las elecciones siguientes dónde fue elegida Irene Sáez. Fue conocido popularmente por su seudónimo Fucho.

## Sus comienzos
Los primeros años transcurren en la pobreza en la casa y en la Isla y el joven a quien mentaban (Fucho, que todos recuerdan), realizó muchas actividades para ayudar a la familia y al cumplir 14 años, en 1942, cuando gobernaba el General Isaías Medina Angarita, termina la instrucción primaria y su padre Rafael Estaba monta una bodeguita en una parte de su casa de habitación en el pueblo de “Pedrogonzález” y el adolescente Fucho comienza a trabajar, a interesarse por los negocios y a soñar en cómo mejorar el ingreso familiar y ayudar al pueblo neoespartano, expendían kerosene, papelón, maíz en concha y café, era una época que se negociaban los víveres diarios en centavos de bolívar, la moneda nacional y en una oportunidad Fucho recordaba de esa época “Yo compraba un papelón por 6 centavos y le sacaba 9 centavos, es decir, lograba 40% de ganancia a casi todos los productos que vendíamos”.
En la Venezuela de los cuarenta y cincuenta se presentaba el desarrollo de la industria petrolera y muchos de los hombres y jóvenes marcharon a los campos donde se expolotaba y Fucho Tovar se fue al estado Zulia, así aparece como botiquinero en Cabimas, conscripto en Lagunillas, oficinista en la Compañía Creole Petroleum Corporation. Regresa a la Isla y se transforma en maestro de escuela, se va a Caracas y estudia bachillerato nocturno en el liceo Juan Vicente González, a la vez que trabajaba en un puesto en el Banco Holandés Unido, regresa a Margarita para casarse con una compañera de trabajo, la también maestra Lilia Tovar y se regresan a la capital y entre muchas vicisitudes comienza a estudiar Derecho en la Universidad Santa María, estudios que concluye en la Universidad Central, donde recibe el Título de Abogado, cuando era gerente de una agencia del Banco Nacional de Descuento, a la vez era el presidente del Centro Social de Nueva Esparta en Caracas. En conversación con el capitán de altura Juan Reyes Velásquez, disponen que van a formar una compañía de ferris para hacer el transporte marítimo para los habitantes de las islas de Nueva Esparta y los que podrían venir a admirar las bellezas naturales, después de muchas peripecias surge una línea y al tiempo fundan a la Consolidada de Ferrys, C.A. (Conferry) “Una parte de Margarita que navega en el mar”, que hoy día es una gran empresa naviera de las más importantes del Caribe meridional.
Numerosas empresas de estado y enfocadas a distintas áreas profesionales contaron con la asesoría de Tovar que recorrió las presidencias de Fedecámaras, el Diario de Oriente, la Cámara Venezolana de Armadores y el Consejo Consultivo del Fondo para el Desarrollo del estado Nueva Esparta (Fondene), entre otros.
La participación política también se suma a su larga trayectoria de trabajo. Por tres períodos constitucionales desempeñó el cargo de senador de la República y en 1995 fue elegido gobernador de Nueva Esparta por el Partido Social Cristiano Copei, ejercicio que fue reconocido por la voluntad popular el 8 de noviembre de 1998. Nuevamente fue reelecto en las elecciones del 2000 pero falleció en un hospital de La Asunción y fue sustituido por Irene Sáez.
Su experiencia en gerencia y sus años de dedicación política le sirvieron de puente para que en 1997 asumiera la presidencia de la Asociación de Gobernadores de Venezuela, gestión que se caracterizó por mediar con el Ejecutivo Nacional en materia de planificación, presupuesto y asignaciones para las gobernaciones de estado, además de contribuir con el avance del proceso de descentralización.
Fue reconocido con las órdenes Mérito al Trabajo, Juan Bautista Arismendi, Antonio José de Sucre, José Laurencio Silva y Ciudad de Porlamar, entre otras, todas en su primera clase.